# マドモアゼル (芸能プロダクション)
マドモアゼル(Mademoiselle)は、日本のモデルエージェンシー、50年以上に及ぶ歴史を持つ大手芸能プロダクション。

## 概要
女性部門、男性部門、子供部門を設置し、的確なプロモーションで所属モデルの活動をバックアップしている。
活動の中心はCF、スチール、ファッション雑誌など。また、様々なジャンルで活躍するアーティスト部門ではモデル業のみならず芸能活動へのアプローチも積極的に行っている。
主な所属タレントは、ちはる（旧・須賀千春）、清水ゆみ（NHK教育『ニャンちゅうといっしょ』6代目おねえさん）。また、弓あきら（旧・小泉あきら、『電子戦隊デンジマン』桃井あきら / デンジピンク役）、垂水藤太（旧・阿川藤太、『超新星フラッシュマン』ジン / レッドフラッシュ役）、増島愛浩（『激走戦隊カーレンジャー』土門直樹 / ブルーレーサー役）ら、3名のスーパー戦隊シリーズのヒーロー・ヒロイン出身者が所属。

## 名称・所在地
株式会社マドモアゼル
〒150-0021
東京都渋谷区恵比寿西1-10-10 若葉西ビル9F

## 所属タレント
（五十音順）

### 女性部門
- 東千秋
- 安部ますみ
- 飯田クミ
- 一倉万里子
- 大澤桂子
- 岡田美樹
- 河野杏美
- 小杉貴子
- 齋藤悠
- 咲花莉帆

- 櫻井公美
- 佐々木舞子
- さちこ
- 沢田英美子
- 沢田尚美
- サンリー
- 清水ゆみ
- 鈴木奈穂
- 竹邑理恵
- 垂水みる

- ちはる
- 中村由記子
- 成清弘子
- 早瀬茉莉
- 原田孝子
- ひらり
- ひろか
- 堀口美樹
- 真山桂
- 黛英里佳

- みかこ
- 宮島小百合
- 山崎充沙代
- 山下洋子
- 山田美優
- 湯川あき子（旧・湯川晶子）
- 弓あきら（旧・小泉あきら）
- 横堀由梨
- 吉田怜未
- 璃杏

### 男性部門
- 伊原幸司
- 垂水藤太（旧・阿川藤太）
- 土屋壮
- 増島愛浩
- 宮原奨伍（旧・宮原将護） ※提携[1]
- 渡辺慎吾

### 子供部門
（生年月日順）
女子
- 佐々木はな
- 西山琉愛
- 岡田あやめ
- 西原杏
- 西村仁奈
- ひびき
- 佐藤麗
- 森田朋佳
- 小原侑莉

男子
- 伊月寛太郎
- 安田奏音
- 安田陽向
- めぐむ
- 山本航
- 五十嵐友悟
- 室橋大虎
- りゅうのすけ
- 加藤遙
- 五十嵐奏宇
- 太和田明樹
- 中村路加
- 高岡風音

## 過去の所属タレント
- 達淳一